# Tarawa Sur

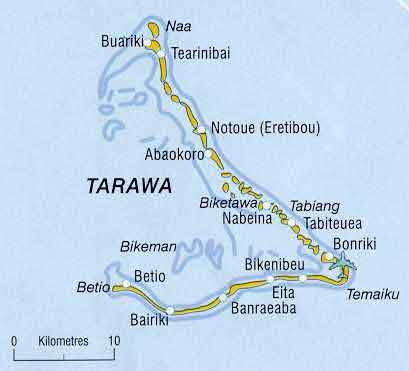
Localización de Tarawa Sur en el atolón de Tarawa.

Tarawa Sur (en inglés: South Tarawa) es un municipio de la República de Kiribati que ejerce la función de capital tradicional del estado, reconocida internacionalmente como tal, y siendo además la sede de los principales órganos de gobierno. Está situada en el atolón de Tarawa.
Tiene varios núcleos de población, localidades relativamente cercanas entre sí y situadas en la parte sur del atolón de Tarawa, conformando así el municipio conocido como Tarawa Sur.
El núcleo poblacional más importante de este municipio y donde se encuentra la Asamblea Nacional es Bairiki. Por esta razón es común escuchar que la capital de la República de Kiribati es la localidad de Bairiki dado que en ella se encontraban la sede de la presidencia y el parlamento, sin embargo este último fue trasladado a Ambo en el año 2000 y los ministerios se encuentran en toda Tarawa Sur, desde Betio a Bikenibeu.

## Demografía
El municipio de Tarawa Sur posee una población de 63 349 habitantes, a fecha de 2020.

## Clima
| Parámetros climáticos promedio de Bairiki | Parámetros climáticos promedio de Bairiki | Parámetros climáticos promedio de Bairiki | Parámetros climáticos promedio de Bairiki | Parámetros climáticos promedio de Bairiki | Parámetros climáticos promedio de Bairiki | Parámetros climáticos promedio de Bairiki | Parámetros climáticos promedio de Bairiki | Parámetros climáticos promedio de Bairiki | Parámetros climáticos promedio de Bairiki | Parámetros climáticos promedio de Bairiki | Parámetros climáticos promedio de Bairiki | Parámetros climáticos promedio de Bairiki | Parámetros climáticos promedio de Bairiki |
| Mes                                       | Ene.                                      | Feb.                                      | Mar.                                      | Abr.                                      | May.                                      | Jun.                                      | Jul.                                      | Ago.                                      | Sep.                                      | Oct.                                      | Nov.                                      | Dic.                                      | Anual                                     |
| ----------------------------------------- | ----------------------------------------- | ----------------------------------------- | ----------------------------------------- | ----------------------------------------- | ----------------------------------------- | ----------------------------------------- | ----------------------------------------- | ----------------------------------------- | ----------------------------------------- | ----------------------------------------- | ----------------------------------------- | ----------------------------------------- | ----------------------------------------- |
| Temp. máx. media (°C)                     | 31.1                                      | 31.2                                      | 31.3                                      | 31.4                                      | 31.4                                      | 31.5                                      | 31.6                                      | 31.6                                      | 31.4                                      | 31.8                                      | 31.7                                      | 31.5                                      | 31.5                                      |
| Temp. mín. media (°C)                     | 24.5                                      | 25                                        | 25.3                                      | 25.4                                      | 25.7                                      | 25.5                                      | 25.6                                      | 25.7                                      | 25.7                                      | 25.5                                      | 25.4                                      | 25.1                                      | 25.4                                      |
| Precipitación total (mm)                  | 271.8                                     | 200.7                                     | 188                                       | 182.9                                     | 162.6                                     | 137.2                                     | 157.5                                     | 121.9                                     | 88.9                                      | 88.9                                      | 101.6                                     | 203.2                                     | 1905                                      |
| Fuente: World Weather Online              |                                           |                                           |                                           |                                           |                                           |                                           |                                           |                                           |                                           |                                           |                                           |                                           |                                           |